# Glaucocerinita
La glaucocerinita és un mineral de la classe dels sulfats, que pertany al grup de la glaucocerinita. Del grec γλαυκός per "blau cel" i κήρινος per "cera", en al·lusió al seu color i aparença.

## Classificació
La glaucocerinita es troba classificada en el grup 7.DD.35 segons la classificació de Nickel-Strunz (7 per a sulfats (selenats, tel·lurats, cromats, molibdats, wolframats); D per a sulfats (selenats, etc.) amb anions addicionals, amb H₂O; i D per a només amb cations de mida mitjana, capes d'octaedres d'ús compartit; el nombre 35 correspon a la posició del mineral dins del grup). En la classificació de Dana el mineral es troba al grup 31.4.8.1 (31 per a sulfats hidratats que contenen grup hidroxil o halogen i 4 per a (AB)₄(XO₄)Zq·xH₂O; 8 i 1 corresponen a la posició del mineral dins del grup).

## Característiques
La glaucocerinita és un sulfat de fórmula química (Zn1-xAlx)(OH)₂(SO₄)x/2·nH₂O. Cristal·litza en el sistema hexagonal. La seva duresa a l'escala de Mohs és 1.

## Formació i jaciments
S'ha descrit a Àustria, França, Alemanya, Grècia, Itàlia, Noruega i als EUA. Sovint es troba en antigues escòries de plom.